# Thieulloy-l’Abbaye
Thieulloy-l’Abbaye – miejscowość i gmina we Francji, w regionie Hauts-de-France, w departamencie Somma.
Według danych na rok 1990 gminę zamieszkiwały 282 osoby, a gęstość zaludnienia wynosiła 19 osób/km² (wśród 2293 gmin Pikardii Thieulloy-l’Abbaye plasuje się na 717. miejscu pod względem liczby ludności, natomiast pod względem powierzchni na miejscu 203.).